# La Brigue
La Brigue (em italiano:  Briga) é uma comuna francesa na região administrativa da Provença-Alpes-Costa Azul, no departamento Alpes Marítimos. Estende-se por uma área de 91,8 km².